# Boda real entre Tupouto'a Jorge Constantino y Sinaitakala Fakafānua

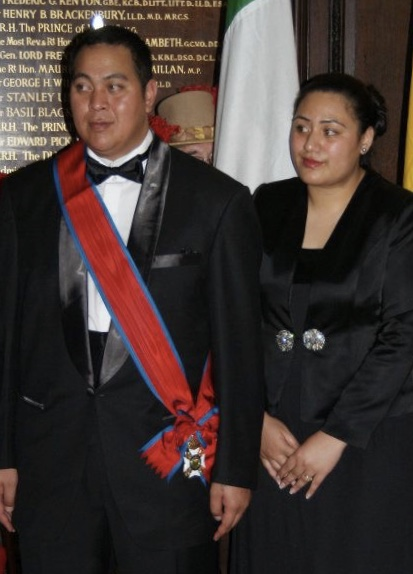
Los novios en 2012.

La boda real entre el príncipe Tupouto'a Jorge Constantino y Sinaitakala Fakafānua se celebró el 12 de julio de 2012, en la Iglesia Metodista Centenaria de Nukualofa, Tonga.
El príncipe heredero de Tonga, Tupouto'a Jorge Constantino se casó con Sinaitakala Fakafānua, su prima segunda, quién se encuentra en el vigésimo sexto lugar en la línea de sucesión al trono tongano.
La boda marcó el primer matrimonio de un príncipe heredero del país en más de setenta años.  Sin embargo, la unión causó cierta controversia entre los tonganos, por el parentesco entre los novios.

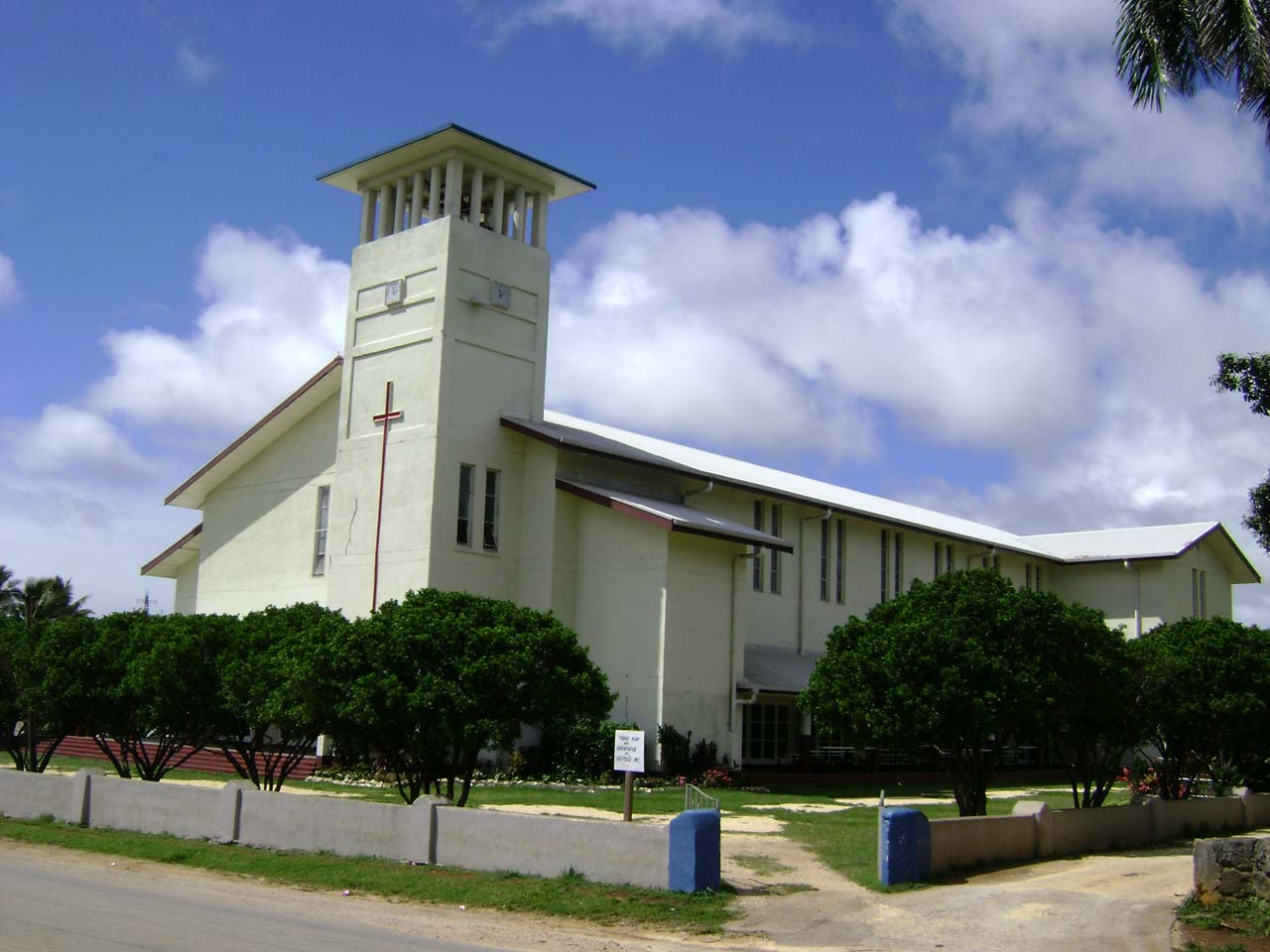
Iglesia de Nukualofa, lugar donde se llevó a cado la ceremonia religiosa

## Antecedentes
Tupouto'a Jorge Constantino se convirtió en el Príncipe heredero de Tonga y se colocó en el primer lugar en la línea de sucesión al trono, en marzo de 2012 tras la muerte del rey Jorge Tupou V y la ascensión de su padre, Tupou VI al trono.  La ceremonia de la boda marcó el final del período de cien días de luto por la muerte de George Tupou V, quien murió en marzo.
Todos los matrimonios reales en Tonga se arreglan.  Bajo el protocolo real y la tradición del país, los miembros de la familia real solo pueden casarse con miembros de la nobleza, para mantener la línea de sangre real.
La reina consorte, Nanasipau'u Tuku'aho,  organizó personalmente el matrimonio de su hijo  Ella recomendó que la boda se realizara en julio, aunque la familia real debía seguir vistiendo de luto hasta febrero del año siguiente.  El monarca, Tupou VI, se opuso a la disposición de su esposa, y cuestionó si era apropiado que dos primos segundos contrajeran matrimonio.
El novio tenía 27 años en el momento de la boda, mientras que la novia tenía 25 años.

## Ceremonia
A principios de la semana, se llevó a cabo una ceremonia de Ma'utohi para marcar la emisión de su licencia de matrimonio.  Al Ma'utohi le siguió una recepción, que tuvo lugar en la casa de la novia.
La ceremonia de la boda se llevó a cabo en la Iglesia del Centenario de la Iglesia Libre de Tonga en Nukualofa, el 12 de julio de 2012. El novio vestía un chaqué gris y negro, mientras que la novia llevaba un vestido de novia de encaje con velo.
Más de 2.000 invitados asistieron a la ceremonia, incluidas principalmente familias de Samoa y Fiyi . La reina madre, Halaevalu Mataʻaho ʻAhomeʻe y su hija, la princesa, Carlota Mafileʻo Pilolevu Tuita (tía del novio), no asistieron a la ceremonia, ya que desaprobaban la unión.
Los miembros de los medios internacionales que visitaron Tonga para cubrir la boda recibieron instrucciones detalladas sobre cómo comportarse durante la ceremonia. La fotografía fue prohibida en áreas sagradas, y el gobierno advirtió que confiscaría o eliminaría cualquier foto tomada en lugares prohibidos.  Se pidió a los fotógrafos que se sentaran en el suelo y "se levantaran rápidamente" para tomar una foto antes de volver a sentarse.  Las mujeres periodistas no podían usar vestidos o camisas sin mangas y los hombres debían usar trajes y corbatas.  Sombrillas, sombreros y lentes de sol fueron prohibidos durante la boda, mientras que en el Palacio Real no se permitieron los chicles, alimentos y bebidas.

## Controversia
El matrimonio entre el Príncipe heredero y Fakafanua causó mucha controversia sobre la práctica de casarse con primos estrechamente relacionados.  Los dos son primos segundos.  La boda fue criticada abiertamente por miembros de los círculos políticos y reales de Tonga.  Un líder de la comunidad tongana de Nueva Zelanda observó que no hay palabra para primo en el idioma tongano; Los primos son considerados y llamados "hermano" o "hermana", lo que refuerza la controversia entre los tonganos comunes.
Según las fuentes reales, el rey Tupou VI se opuso al matrimonio debido a sus estrechas relaciones y dio a conocer su desaprobación a los miembros de la familia real. La hija de la princesa Pilolevu, la Hon. Frederica Tuita, que está noveno lugar en la línea de sucesión al trono, condenó abiertamente la unión, calificando al matrimonio real "extremadamente arrogante y solo perpetuó el motivo detrás de los escaladores sociales".
Figuras políticas y miembros de la comunidad tongana también intervinieron en la controversia. El líder prodemocracia 'Akilisi Pohiva también se sumó a las críticas. A su vez, Will Ilolahia, líder de la comunidad tongana de Nueva Zelanda, declaró que muchos tonganos se oponían al matrimonio de los primos segundos, pero no estaban dispuestos a hablar públicamente.  La especulación también se centró en los posibles trastornos genéticos que pueden resultar de un matrimonio de dos parientes cercanos.
Lord Vaea, un tío del príncipe heredero, defendió el matrimonio diciendo: "Es un nuevo comienzo para la casa real. Ambos tienen veintitantos años, lo estamos considerando para preservar esa monarquía constitucional en Tonga".  Un genetista de Nueva Zelanda señaló que existe "solo un ligero riesgo" de trastornos genéticos para la descendencia de los primos que se casan.
Además de la controversia sobre la genética real, la boda tuvo lugar en medio de una incertidumbre económica y política.  Se proyectó que Tonga tendría el crecimiento económico más lento en la región de las islas del Pacífico durante 2012.  La familia real accedió a pagar los gastos de la boda, ya que las bodas anteriores habían sido cubiertas por el gobierno.